# Grönlandhai
Der Grönlandhai oder Eishai (Somniosus microcephalus) ist ein Hai aus der Ordnung der Dornhaiartigen (Squaliformes). Bislang ist wenig über die Art bekannt. Untersuchungen aus dem Jahr 2016 ergaben, dass Grönlandhaie einige hundert Jahre alt werden können und somit von allen bekannten Wirbeltierarten das höchste Alter erreichen.

## Körperbau
Der Grönlandhai wird durchschnittlich 4 bis 5 Meter lang, größere Exemplare können jedoch fast 8 Meter Länge erreichen und bis zu 2,5 Tonnen wiegen. Sein Körper ist torpedoförmig, seine Färbung graubraun bis olivgrün. Die Flossen sind relativ klein, sie haben keine Dornen, und die Schwanzflosse ist asymmetrisch.

## Verbreitung

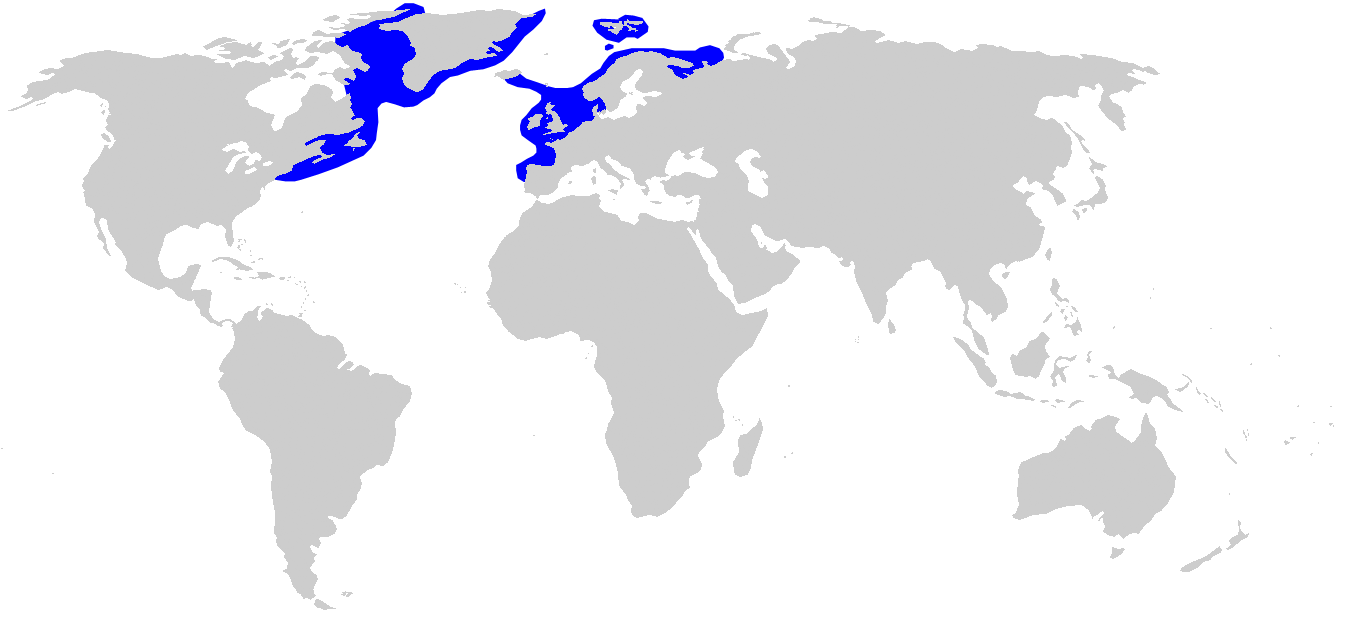
Verbreitungsgebiete des Grönlandhais

Der Grönlandhai hält sich meistens in kalten Gebieten auf. Das Verbreitungsgebiet dieser Art sind die arktischen Gewässer des Nordatlantiks. Gelegentlich wird er auch weiter südlich, bis in die Biskaya, angetroffen. Dieser Hai kann bis zu 2000 Meter tief tauchen. Im Jahr 1995 filmte ein unbemanntes U-Boot bei dem Wrack der Central America vor der Küste South Carolinas einen 6 Meter langen Grönlandhai in 2200 Metern Tiefe – mehr als 1000 Meter unter der bis dahin beobachteten Tauchtiefe. Es war die bis dahin südlichste Sichtung eines Grönlandhais. Im Jahr 2022 wurde ein Grönlandhai  bei einer Expedition am Belize-Barrier Reef an der Südküste des mittelamerikanischen Staats zufällig gefangen. Obwohl die genaue Art nicht bestätigt werden konnte, handelt es sich höchstwahrscheinlich um einen Grönlandhai oder eine Kreuzung zwischen dem Grönlandhai und dem Pazifischen Schlafhai (Somniosus pacificus). Zwar gelang es nicht, eine DNA-Probe des Hais zu nehmen, mit der seine Artzugehörigkeit genau hätte bestimmt werden können, doch aufgrund von Fotos gehen führende Hai-Experten davon aus, dass es sich bei dem Tier höchstwahrscheinlich um einen Grönlandhai gehandelt hat.

## Lebensweise
Der Grönlandhai ist noch wenig erforscht. Über seine Gefährdung ist nichts bekannt, da aber die Tiere immer wieder Fischern ungewollt ins Netz gehen, können sie durchaus als gefährdet gelten. Eine wissenschaftliche Arbeitsgruppe um Nigel E. Hussey (2014) untersuchte diese Haie in der Baffin Bay. Man hat ein Exemplar mit einem Sender versehen, um seine Wanderwege und Tauchtiefen zu dokumentieren.

### Ernährung

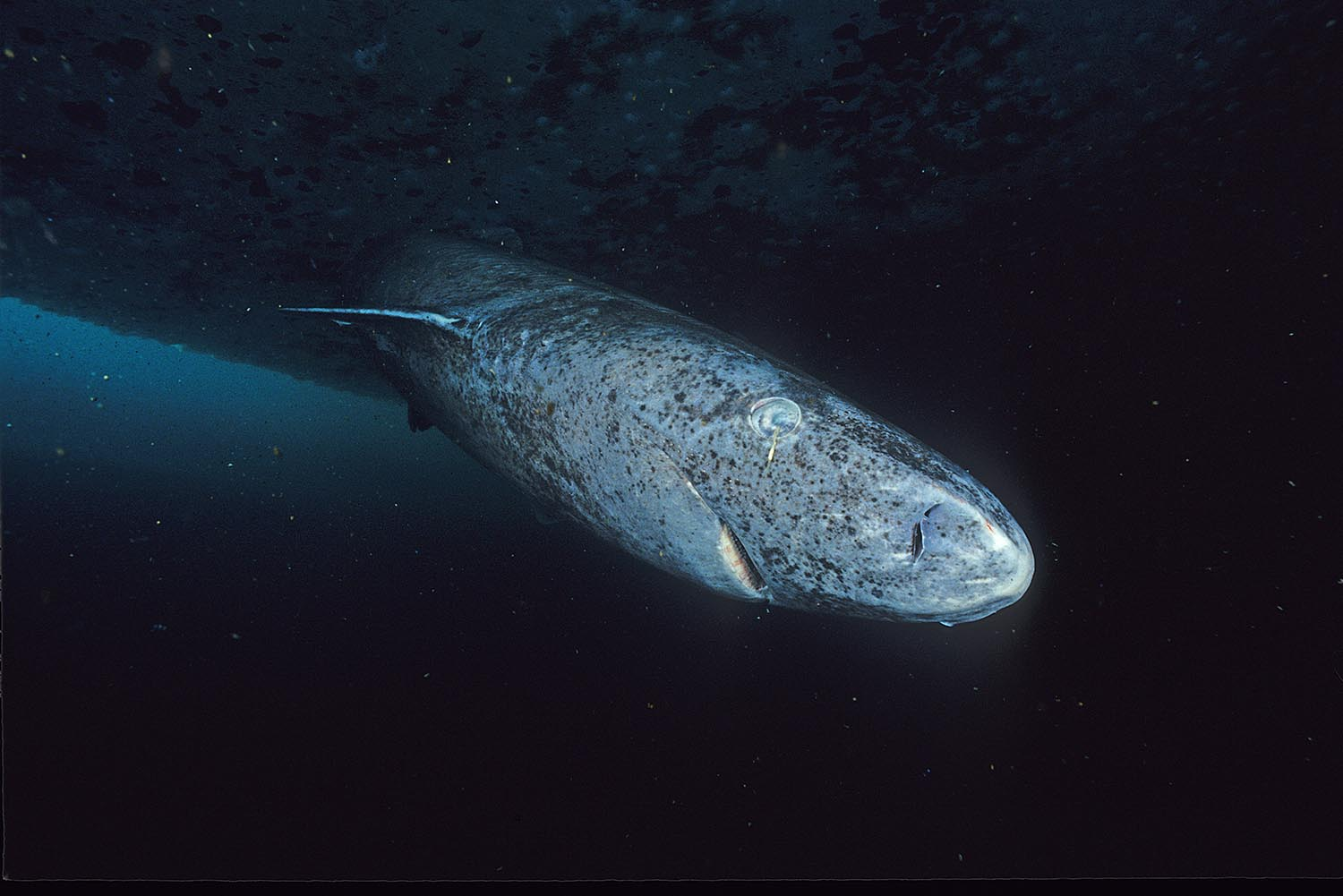
Profil eines Grönlandhais mit Ommatokoita elongata auf den Augen

Von der früheren Forschung wurde angenommen, dass der Hai ausschließlich in der direkten Nähe des Meeresgrundes in Tiefen von mehreren hundert Metern lebe und diesen träge schwimmend nach Nahrung (vor allem herabsinkendes Aas) absuche.
Neueren Erkenntnissen zufolge scheint er sich jedoch hauptsächlich von Robben und Fischen zu ernähren und diese sowohl in großen als auch in geringen Tiefen aktiv zu jagen. Diese Untersuchungen beinhalten Langzeitpositionsbestimmungen der Grönlandhaie unter Einsatz von Peilsendern. Es wird vermutet, dass der Grönlandhai trotz seiner langsamen Fortbewegung Robben erbeuten kann, da er sie angreift, während sie schlafen. Der Fund eines Kieferknochens eines (noch nicht völlig ausgewachsenen) Eisbären im Magen eines Grönlandhais lässt zumindest vermuten, dass dieser Hai in der Lage ist, auch noch größere Beutetiere zu überwältigen.
Auf den Augen dieser Haiart sitzen oftmals die Ruderfußkrebse Ommatokoita elongata. Es ist nicht bekannt, ob sie dem Hai schaden oder nützen. Für beide Möglichkeiten gibt es Erklärungsversuche: Eine Theorie besagt, dass sie die Augen paralysieren, die Haie durch sie sogar erblinden. Eine andere Theorie geht davon aus, dass die Ruderfußkrebse lumineszieren, die Aufmerksamkeit anderer Tiere erregen und den Haien damit Nahrung „ködern“.

### Fortpflanzung und Entwicklung
Der Grönlandhai ist ovovivipar (‚ei-lebend-gebärend‘), das heißt, die Jungtiere schlüpfen noch im Mutterleib aus den Eiern und werden anschließend geboren. Dabei haben die Eier einen Durchmesser von 5–7 cm. Neugeborene Grönlandhaie haben eine Länge von ungefähr 40 cm. Die Datenlage zu neugeborenen Grönlandhaien ist sehr spärlich, neuere Befunde legen nahe, dass ein schwangeres Muttertier über 200 Nachkommen austrägt, ältere Beobachtungen ließen auf eher zehn Junge pro Schwangerschaft schließen. Der Zeitpunkt der Geschlechtsreife wurde auf mindestens 150 Jahre taxiert. Zu diesem Zeitpunkt haben die Haie eine Länge von etwa 4 Metern erreicht.
Über die ersten Lebensjahre der Jungtiere ist sehr wenig bekannt. Die seltenen Sichtungen und Funde, die es gibt, häuften sich laut Grönlandhaiforscher Julius Nielsen rund um den Mittelatlantischen Rücken, und nicht in der Arktis, welche als Lebensraum der adulten Tiere gilt.
Aufgrund ihres sehr langsamen Wachstums und der trotzdem erreichbaren erheblichen Größe war schon länger vermutet worden, dass Grönlandhaie ein sehr hohes Alter erreichen können. Die durchschnittliche Wachstumsgeschwindigkeit ist anfänglich maximal und nimmt mit der Zeit ab. In der zweiten Hälfte der natürlichen Lebensspanne liegt die Wachstumsgeschwindigkeit bei deutlich unter 1 cm Körperlänge jährlich.
Eine genauere Altersbestimmung wurde im Jahr 2016 von einem federführend an der Universität Kopenhagen angesiedelten Forscherteam publiziert. Die Forscher analysierten mittels Radiokarbonanalyse die Augenlinsen von 28 weiblichen Grönlandhaien von 81 bis 502 cm Länge, die in den Jahren 2010–2013 gefangen wurden. Die Augenlinse wurde genommen, weil der Kern der Augenlinse schon im Embryonalstadium gebildet wird und sich aus kristallinen Proteinen zusammensetzt, die nach der Embryonalphase keinem Stoffwechsel mehr unterliegen, d. h. nicht mehr neu gebildet werden. Der Kern der Augenlinse bildet deswegen eine Art biologischer „Zeitkapsel“ vom Zeitpunkt der Geburt. Von den 28 analysierten Grönlandhaien fanden sich nur bei den zwei kleinsten Exemplaren Spuren der atmosphärischen Nukleartests aus den 1950er Jahren, die den 14C-Gehalt der gesamten Biosphäre deutlich erhöhten und als Kernwaffen-Effekt oder sogenannter „Bomben-Puls“ bei der Radiokarbondatierung nachweisbar sind. Die meisten der untersuchten Haie mussten demnach vor den frühen 1960er Jahren geboren worden, d. h. mindestens etwa 50 bis 60 Jahre alt sein. Aufgrund dieser Datierung konnte einem 220 cm langen Exemplar ein Alter von etwa 50 Jahren zugeordnet werden. Bei dem größten untersuchten Exemplar von 5,02 Meter Länge wurde ein Alter von 392±120 Jahren geschätzt.
Die Lebensspanne übertrifft die des ebenfalls sehr langlebigen Grönlandwals (dokumentiert etwas über 200 Jahre), des Schwertwals (über 100 Jahre) und des Kaiserbarschs (Hoplostethus atlanticus, geschätzt etwa 150 Jahre). In diesem Aspekt übertroffen wird der Grönlandhai in der Tierwelt unter anderem durch die Islandmuschel (gemessen 507 Jahre) und den antarktischen Riesenschwamm Anoxycalyx joubini (angenommen über 10.000 Jahre).

### Feinde
Vermutete Fressfeinde des Grönlandhais sind Pottwale und Orcas. Von letzteren nimmt man an, dass sie dem Pazifischen Schlafhai, einem nahen Verwandten des Grönlandhais, gefährlich werden können.

## Systematik
Der Grönlandhai wird als eigenständige Art in die Gattung Somniosus innerhalb der Schlafhaie (Somniosidae) eingeordnet, die neben ihm fünf weitere Arten beinhaltet. Die wissenschaftliche Erstbeschreibung stammt von Marcus Élieser Bloch und Johann Gottlob Theaenus Schneider aus dem Jahr 1801 in der von Bloch erarbeiteten und von Schneider überarbeiteten und nach dem Tod von Bloch veröffentlichten Systema Ichthyologiae iconibus ex illustratum.

## Grönlandhai und Mensch

### Verhalten dem Menschen gegenüber
Angriffe auf Menschen durch Grönlandhaie sind nicht bekannt. Grönlandhaie galten zum Zeitpunkt ihrer Namensgebung als träge – der lateinische Name Somniosus bedeutet „der Schlaftrunkene“. Die Inuit berichten, dass diese Haiart in der Lage ist, ein Kajak anzugreifen. Von seiner Größe her wäre der Eishai durchaus in der Lage, dem Menschen gefährlich zu werden. Nur kommt es in den polaren Gewässern mit ihren extremen Wassertemperaturen äußerst selten zu Begegnungen zwischen Grönlandhai und Mensch. Laut einem Bericht wurde 1859 um Pond Inlet ein Grönlandhai gefangen, der ein halb verdautes menschliches Bein im Magen gehabt haben soll; dies wurde jedoch nie wissenschaftlich untersucht oder bewiesen.

### Bedeutung für die Fischerei

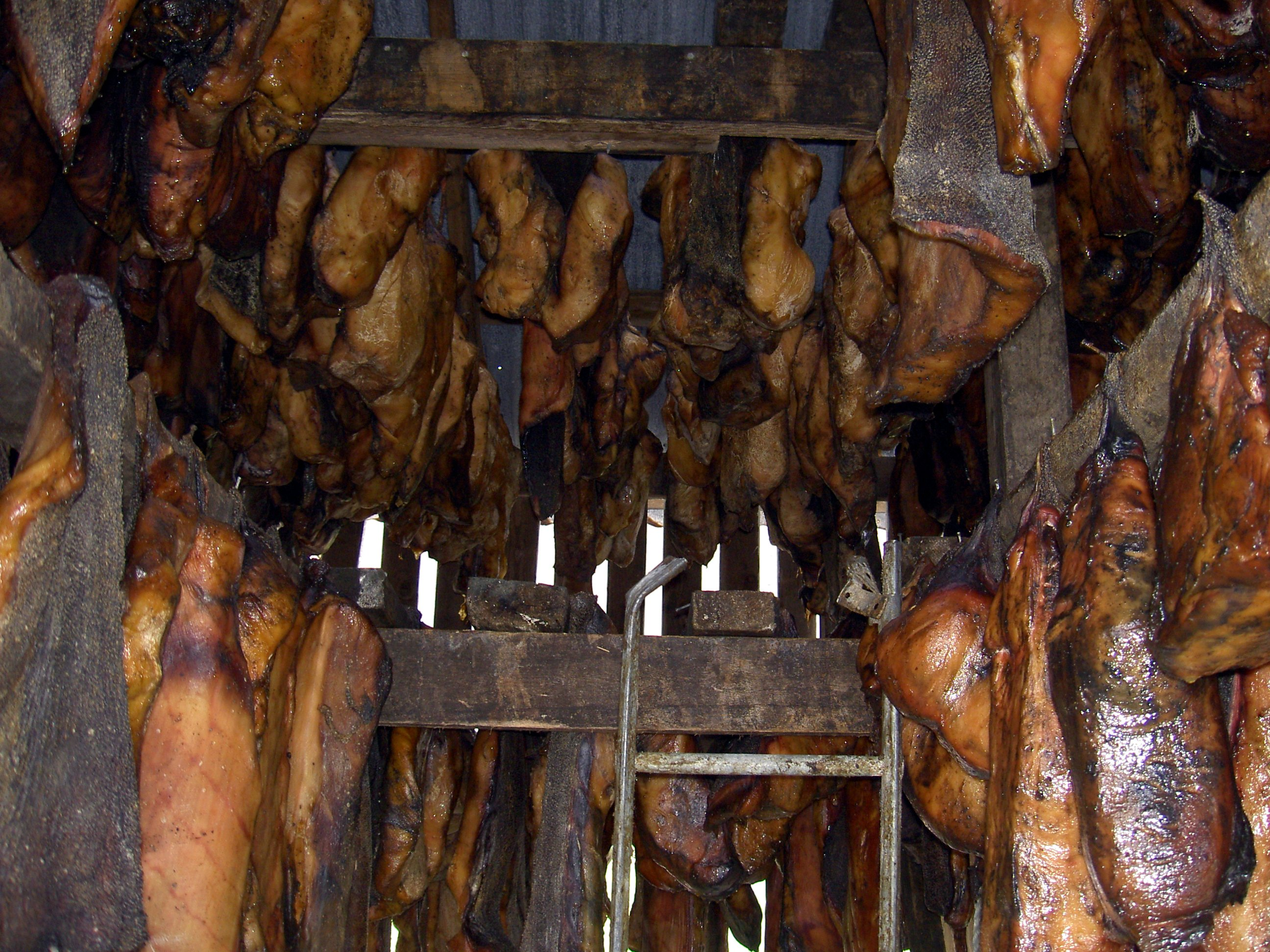
Fleisch vom Grönlandhai bei der Bereitung von Hákarl in einer Trockenhütte

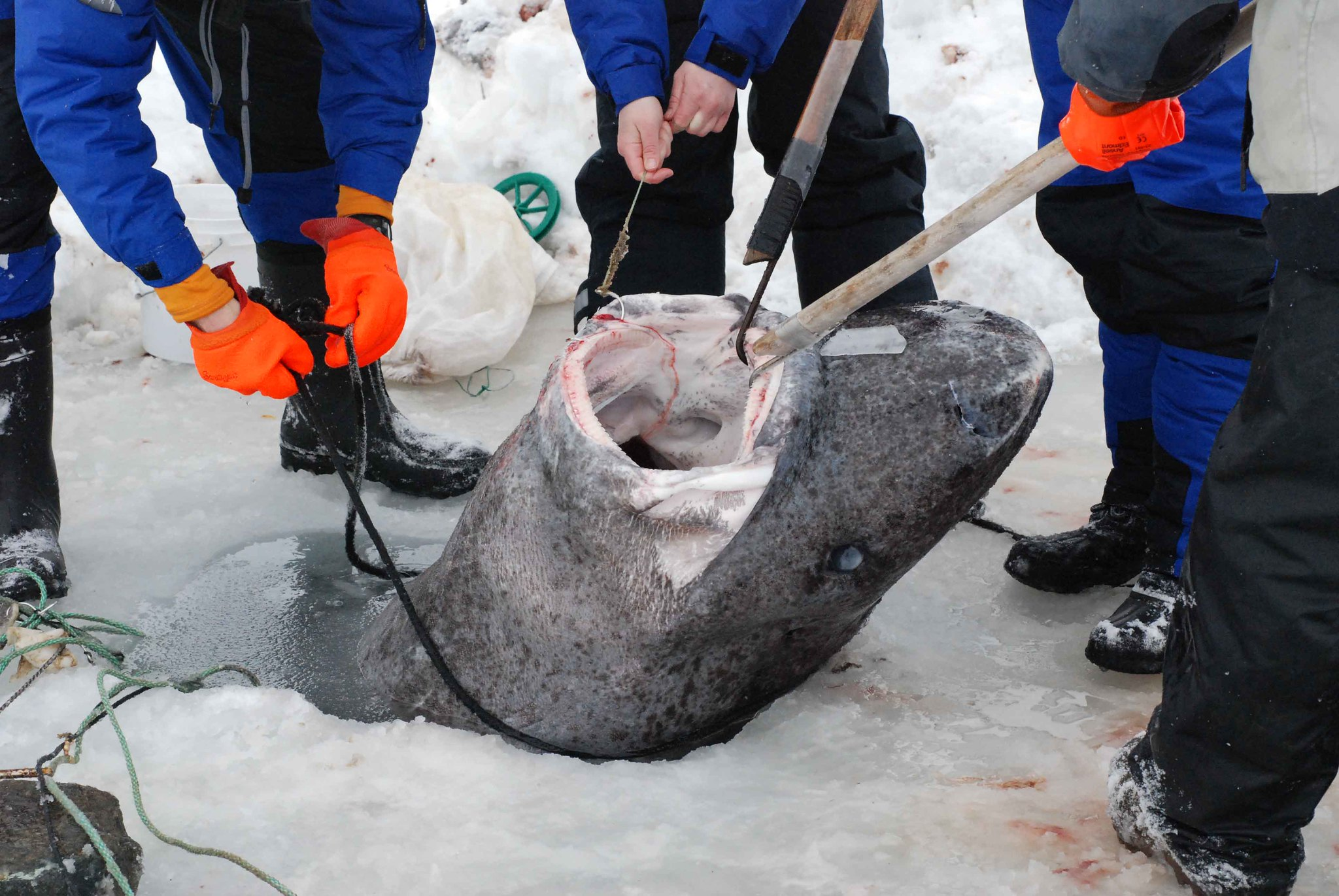
Landung eines durch ein Eisloch gefangenen Grönlandhais

Das Fleisch des Grönlandhais kann nicht ohne spezielle Zubereitung gegessen werden. Es enthält Trimethylaminoxid, das bei der Verdauung zu Trimethylamin abgebaut wird und die Gesundheit gefährden kann. Forscher warnen davor, den Grönlandhai zu befischen bzw. unkritisch in Kauf zu nehmen, dass er als Beifang in arktischen Gewässern gefangen wird, solange keine genauen Daten über die Verbreitung existieren. Ein Lebewesen mit einer derartig langen Lebensspanne habe mutmaßlich auch eine extrem geringe Reproduktionsrate.
Für die Sportfischerei ist er nur wenig interessant, gefangene Tiere werden in der Regel markiert und zurückgesetzt. Man kann nur seine große Leber, die Haut und die Flossen verwerten. In Grönland und Island wird sein getrocknetes Fleisch als Hundefutter benutzt; außerdem gilt das fermentierte Fleisch (Hákarl) unter isländischen Feinschmeckern als besondere, streng schmeckende Delikatesse.

### Gefährdung
Die International Union for Conservation of Nature (IUCN) führt die Art in ihrer Roten Liste gefährdeter Arten als Art der Vorwarnliste als „potenziell gefährdet“ (NT – Near Threatened). Diese Art gilt als ein extrem langlebiger und langsam wachsender Hai mit begrenzter Fortpflanzungsfähigkeit.
In den 1910er Jahren wurden allein in Grönland etwa 32.000 Haie pro Jahr gefangen. Diese Fischerei mag einen erheblichen Einfluss auf diese Art gehabt haben, aber die Rate des historischen Rückgangs ist unbekannt. Gegenwärtig wird der Grönlandhai als Beifang in der Schleppnetz-, Kiemennetz- und Reusenfischerei sowie in der privaten Fischerei in der Arktis gefangen. Die Populationsdynamik und -biologie der Art sind nur begrenzt verstanden. Dieser Hai wird auf der Grundlage möglicher Populationsrückgänge als mutmaßlich gefährdet eingestuft. Es besteht jedoch die Notwendigkeit, historische Daten zu untersuchen und die aktuellen Beifangmengen zu überwachen.

## Rezeption
- In der Rechtswissenschaft ist ein berühmter deutscher Rechtsstreit, der Haakjöringsköd-Fall, nach dem Grönlandhai benannt.
- In dem Roman Das Buch vom Meer oder Wie zwei Freunde im Schlauchboot ausziehen, um im Nordmeer einen Eishai zu fangen, und dafür ein ganzes Jahr brauchen (2016) des norwegischen Journalisten, Fotografen und Schriftstellers Morten A. Strøksnes spielt der Grönlandhai eine tragende Rolle.
- In dem auf Island spielenden Roman Kalmann (2020) des dort als Gästeführer tätigen Schweizers Joachim B. Schmidt fängt der gleichnamige Protagonist mit seinen Fangleinen den vor der Küste lebenden Grönlandhai, um ihn dann zur isländischen Spezialität Hákarl zu verarbeiten.
- Hubert von Goisern hat 2020 ein Lied mit dem Titel Grönlandhai veröffentlicht.[22]
- Ruth Rendell beschreibt in ihrem kurzen literarischen Porträt sein Aussehen: „Der Grönlandhai ist nicht offenkundig schön. Sein Gesicht ist stumpf, die Flossen sind verkümmert, und auf den Augen läßt sich gern ein langer wurmartiger Krebs nieder, Ommatokoita elongata. Diese Krebse setzen sich auf der Augenhornhaut fest und flattern vom Augapfel wie Papierschlangen, wodurch die Haie beinahe blind werden und noch abstoßender aussehen als ohnehin schon.“[23]

## Belege
1. 1 2 3 4  
Julius Nielsen et al.: Eye lens radiocarbon reveals centuries of longevity in the Greenland shark (Somniosus microcephalus). In: Science. Band 353, Nr. 6300, 12. August 2016, S. 702–704, doi:10.1126/science.aaf1703.
2. ↑  TBT: That time a shark we’d never heard of made a deep-sea cameo | Sharks | Earth Touch News. Abgerufen am 3. August 2020 (englisch).
3. ↑  
Charles E. Herdendorf, Tim M. Berra: A Greenland Shark from the Wreck of the SS Central America at 2,200 Meters. In: Transactions of the American Fisheries Society. Band 124, Nr. 6, 1995, S. 950–953, doi:10.1577/1548-8659(1995)124<0950:AGSFTW>2.3.CO;2.
4. ↑  Kasana, D., Martinez, H.D., Faux, O. et al.: First report of a sleeper shark (Somniosus sp.) in the western Caribbean, off the insular slope of a coral atoll. In: Mar Biol. Band 169, Nr. 101, 16. Juli 2022, doi:10.1007/s00227-022-04090-3 (englisch, „A sleeper shark (Somniosus sp.) was captured over the insular slope at Glover’s Reef, a coral atoll in Belize.“).
5. ↑  Annie Roth: Grönlandhai aus der Arktis in der Karibik gesichtet. National Geographic, 10. August 2022, abgerufen am 29. August 2023.
6. ↑  
Alina Schadwinkel: Eishai: Dieser Hai wird 400 Jahre alt. In: Die Zeit. 11. August 2016 (zeit.de).
7. ↑  
Nigel E. Hussey et al.: Juvenile Greenland sharks Somniosus microcephalus (Bloch & Schneider, 1801) in the Canadian Arctic. In: Polar Biology. Band 38, Nr. 4, 2015, S. 493–504, doi:10.1007/s00300-014-1610-y (wormlab.biology.dal.ca [PDF]).
8. ↑  
K. Yano, J. D. Stevens, L. J. V. Compagno: Distribution, reproduction and feeding of the Greenland shark Somniosus (Somniosus) microcephalus, with notes on two other sleeper sharks, Somniosus (Somniosus) pacificus and Somniosus (Somniosus) antarcticus. In: Journal of Fish Biology. Band 70, Nr. 2, 2. Februar 2007, S. 374–390, doi:10.1111/j.1095-8649.2007.01308.x.
9. ↑  
Grönlandhai: Wie der langsamste Fisch Robben fängt, auf Spiegel.de vom 27. Juni 2012; abgerufen am 12. August 2016.
10. ↑  
Clash of the fiercest predators as shark eats polar bear. www.independent.co.uk, 12. August 2008.
11. ↑  WoRMS - World Register of Marine Species - Ommatokoita elongata (Grant, 1827). Abgerufen am 24. April 2023.
12. 1 2 3  Julius Nielsen, Rasmus B. Hedeholm, Arve Lynghammar, Leon M. McClusky, Bjørn Berland, John F. Steffensen, Jørgen S. Christiansen: Assessing the reproductive biology of the Greenland shark (Somniosus microcephalus). In: PLOS ONE. Band 15, Nr. 10, 10. Juli 2020, ISSN 1932-6203, S. e0238986, doi:10.1371/journal.pone.0238986, PMID 33027263, PMC 7540863 (freier Volltext) – (plos.org [abgerufen am 7. März 2024]).
13. 1 2 3 4 5  Geister der Arktis: Eishaie (S01/E01) | ARD Mediathek. Abgerufen am 7. März 2024.
14. ↑  Anthony M. Carter, Hiroaki Soma,: Viviparity in the longest-living vertebrate, the Greenland shark (Somniosus microcephalus). Hrsg.: Placenta. Band 97, 2020, ISSN 0143-4004, S. 26–28 (englisch, sciencedirect.com).
15. ↑  Die Zeitspanne von ±120 Jahren entspricht dem Doppelten der Standardabweichung.
16. ↑  
John C. George et al.: Age and growth estimates of bowhead whales (Balaena mysticetus) via aspartic acid racemization. In: Canadian Journal of Zoology. Band 77, Nr. 4, 1999, S. 571–580, doi:10.1139/z99-015.
17. 1 2  
Longevity Secrets from the Five Longest-Lived Marine Animals. oceana.org, 18. Dezember 2015, abgerufen am 15. August 2016 (englisch).
18. ↑  
Paul G. Butler et al.: Variability of marine climate on the North Icelandic Shelf in a 1357-year proxy archive based on growth increments in the bivalve Arctica islandica. In: Palaeogeography, Palaeoclimatology, Palaeoecology. Band 373, 1. März 2013, S. 141–151, doi:10.1016/j.palaeo.2012.01.016.
19. ↑  „Greenland Shark / Requin du Groenland.“ (Memento des Originals vom 14. August 2016 im Internet Archive)  Info: Der Archivlink wurde automatisch eingesetzt und noch nicht geprüft. Bitte prüfe Original- und Archivlink gemäß Anleitung und entferne dann diesen Hinweis. Abgerufen am 12. August 2016.
20. ↑  
FLMNH, Ichthyology at the Florida’s Museum of Natural History, Greenland Shark Abgerufen am 10. Juni 2021.
21. 1 2  
Somniosus microcephalus in der Roten Liste gefährdeter Arten der IUCN 2006. Eingestellt von: P.M. Kyne, S.A. Sherrill-Mix, G.H. Burgess, 2005. Abgerufen am 13. Juli 2020.
22. ↑  Hubert von Goisern - Zeiten & Zeichen - Liedtexte. Abgerufen am 24. April 2023.
23. ↑  Ruth Rendell, Der Grönlandhai. In: Sinn und Form 3/2021, S. 426–428. Aus dem Englischen von Gertraude Krueger.